# Agrypnus blackburni
Agrypnus blackburni là một loài bọ cánh cứng trong họ Elateridae. Loài này được Hayek miêu tả khoa học năm 1973.